# كلايتون مكدونالد
كلايتون مكدونالد (بالإنجليزية: Clayton McDonald)‏ (26 ديسمبر 1988 بليفربول في المملكة المتحدة - ) هو لاعب كرة قدم بريطاني في مركز الدفاع. لعب مع بورت فايل وغريمسبي تاون وماكليسفيلد تاون ومانشستر سيتي ونادي بريستول روفيرز ونادي ترانمير روفرز لكرة القدم ونادي تشيسترفيلد ونادي ساوثبورت ونادي والسول ونادي ووستر سيتي ونادي كوربي تاون وRedditch United F.C. ‏.

## وصلات خارجية
- كلايتون مكدونالد على موقع قاعدة بيانات كرة القدم.إي يو (الإنجليزية)
- كلايتون مكدونالد على موقع Soccerbase.com (لاعب) (الإنجليزية)
- كلايتون مكدونالد على موقع Soccerway.com (الإنجليزية)